# Linia kolejowa nr 786
Linia kolejowa nr 786 – niezelektryfikowana, jednotorowa linia kolejowa łącząca przejście graniczne w okolicach Trzcińca Zgorzeleckiego z ogólnodostępną bocznicą szlakową i przystankiem osobowym Bogatynia.
Odcinek linii Granica Państwa (Trzciniec Zgorzelecki) – Trzciniec Zgorzelecki wchodzi w skład korytarza transportowego Görlitz – Zittau tzw. Neißetalbahn.
| kilometraż | kilometraż | pociągi pasażerskie                   | autobusy szynowe i EZT                | pociągi towarowe                      |
| od         | do         | Tor nieparzysty (kierunek: Bogatynia) | Tor nieparzysty (kierunek: Bogatynia) | Tor nieparzysty (kierunek: Bogatynia) |
| 24,991     | 25,093     | 50                                    | 50                                    | 50                                    |
| 25,093     | 26,102     | 70                                    | 80                                    | 60                                    |
| 26,102     | 26,400     | 40                                    | 40                                    | 40                                    |
| 26,400     | 27,300     | 40                                    | 40                                    | 40                                    |
| 27,300     | 28,000     | 40                                    | 40                                    | 40                                    |
| 28,000     | 31,209     | 20                                    | 20                                    | 20                                    |
| 31,209     | 33,333     | 0                                     | 0                                     | 0                                     |